# Mediavia
Mediavia is een geslacht van vlinders van de familie snuitmotten (Pyralidae), uit de onderfamilie Epipaschiinae.

## Soorten
- M. aciusa Schaus, 1925
- M. agnesa Schaus, 1922
- M. bevnoa Schaus, 1925
- M. discalis Hampson, 1906
- M. dissimilis Warren, 1891
- M. eadberti Schaus, 1925
- M. emerantia Schaus, 1922
- M. glaucinalis Hampson, 1906
- M. grenvilalis Schaus, 1934
- M. hermengilda Schaus, 1925
- M. ildefonsa Schaus, 1922
- M. internigralis Dognin, 1909
- M. longistriga Schaus, 1922
- M. phaebadia Schaus, 1925
- M. vimina Schaus, 1922